# قرنبيات
القَرْنَبِيَّات أو الزُّعْقُوقِيَّات أو الخنافس الطويلة القرون أو خنفساء الجدي أو سرآفیسیدی أو فصيلة سيرامبيسيدي (الاسم العلمي: Cerambycidae)، هي فصيلة من الحشرات تتبع رتبة الخنافس. تتميز عادة بـ قرون استشعار بالغة الطول، والتي عادةً ما تكون بطول جسم الخنفساء أو أطول منه. ومع ذلك، ففي العديد من أعضاء هذه الفصيلة، تكون قرون الاستشعار قصيرة تمامًا، (على سبيل المثال، خنفساء نيندرا برونيا (Neandra brunnea)، الموضحة بالشكل أدناه) ومن الممكن أن تكون هناك صعوبة في تمييز بعض الأنواع عن بعض فصائل الخنفساء القريبة منها مثل النضاريات (Chrysomelidae). وهذه الفصيلة كبيرة، حيث تتضمن أكثر من 20000 نوع موصوف، ينتمي عدد أكبر من النصف قليلاً منها إلى نصف الأرض الشرقي. والعديد منها تعد آفات خطيرة، مع قيام اليرقات بالحفر في الخشب، حيث يمكن أن تسبب ضررًا شديدًا للأشجار الحية أو الخشب غير المُعالج (أو، أحيانًا، للخشب في المباني؛ مثل الخنافس التي تحفر في المنازل القديمة، Hylotrupes bajulus، التي تعد مشكلة داخل المنازل تحديدًا). وهناك عدد من الأنواع تقلد النمل والنحل والدبابير، على الرغم من أن غالبية الأنواع تكون ملونة بشكلٍ غامض. وخنفساء تيتان (titan beetle) النادرة (Titanus giganteus) التي توجد في شمال شرق أمريكا الجنوبية عادة ما تعتبر الحشرة الأكبر (بالرغم من أنها ليست أثقل هذه الحشرات وزنًا، وليست أطولها مع أخذ الأرجل في الحسبان)، حيث يزيد أقصى طول معروف لجسدها قليلاً عن 16.7 سنتيمتر (6.6 بوصة).

## التصنيف
كما هو الحال في العديد من الفصائل الكبيرة، تميل الجهات المختلفة إلى تعريف العديد من الفصائل الفرعية، أو أحيانًا فصل الفصائل الفرعية كفصائل منفردة كليًا (على سبيل المثال، Disteniidae، Oxypeltidae، وVesperidae)؛ مع العلم بأنه هناك بعض عدم الاتزان والجدال حول الدائرة الانتخابية للـCerambycidae. وهناك ملامح حقيقية قليلة مُعرّفة للمجموعة ككل، على الأقل كبالغين، كما يوجد الأنواع المعتادة أو مجموعات الأنواع التي قد تفتقر إلى أي ملامح محددة؛ إذًا، الفصيلة وأقرباؤها الأقرب إليها، يشكلون مجموعة صعبة تصنيفيًا، والعلاقات بين الأنساب العديدة غير مفهومة جيدًا حتى الآن.

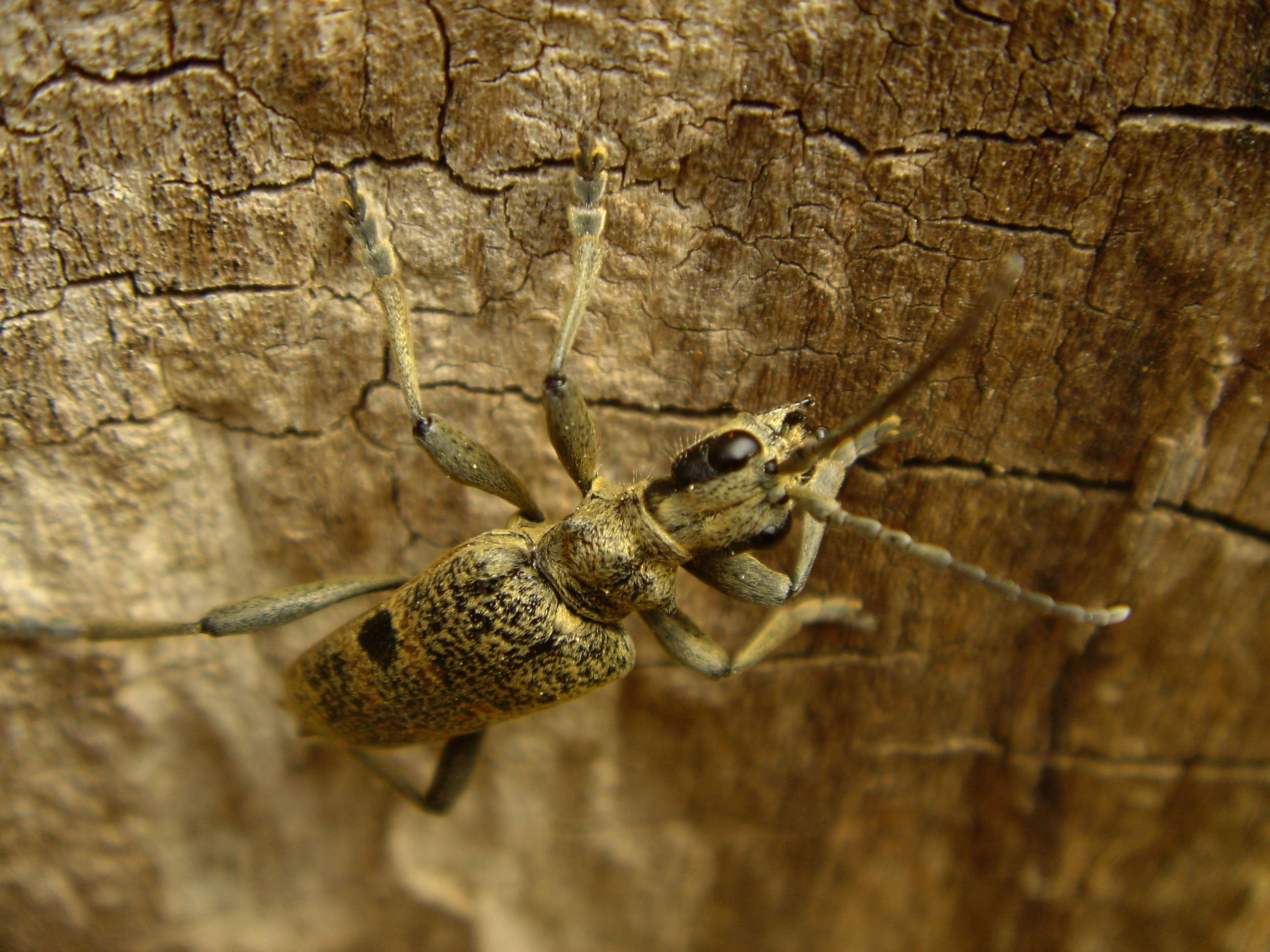
Rhagium mordax

### الفصائل الفرعية
هناك ثمان فصائل فرعية:
- القرنبياوات
  - القرنبي
    - القرنبي
- Dorcasominae لاكوردير (Lacordaire)، 1869
- خنافس طويلة القرون مسطحة الوجه لاتريل، 1825
- خنافس الزهور طويلة القرون لاتريل، 1802
- Necydalinae لاتريل، 1825
- Parandrinae بلانشارد (Blanchard)، 1845
- تحت فصيلة خنافس بريونيني طويلة القرون  [لغات أخرى]‏ لاتريل، 1802
- Spondylidinae أودينيت-سيرفيل (Audinet-Serville) 1832

## الأجناس والأنواع الجديرة بالذكر

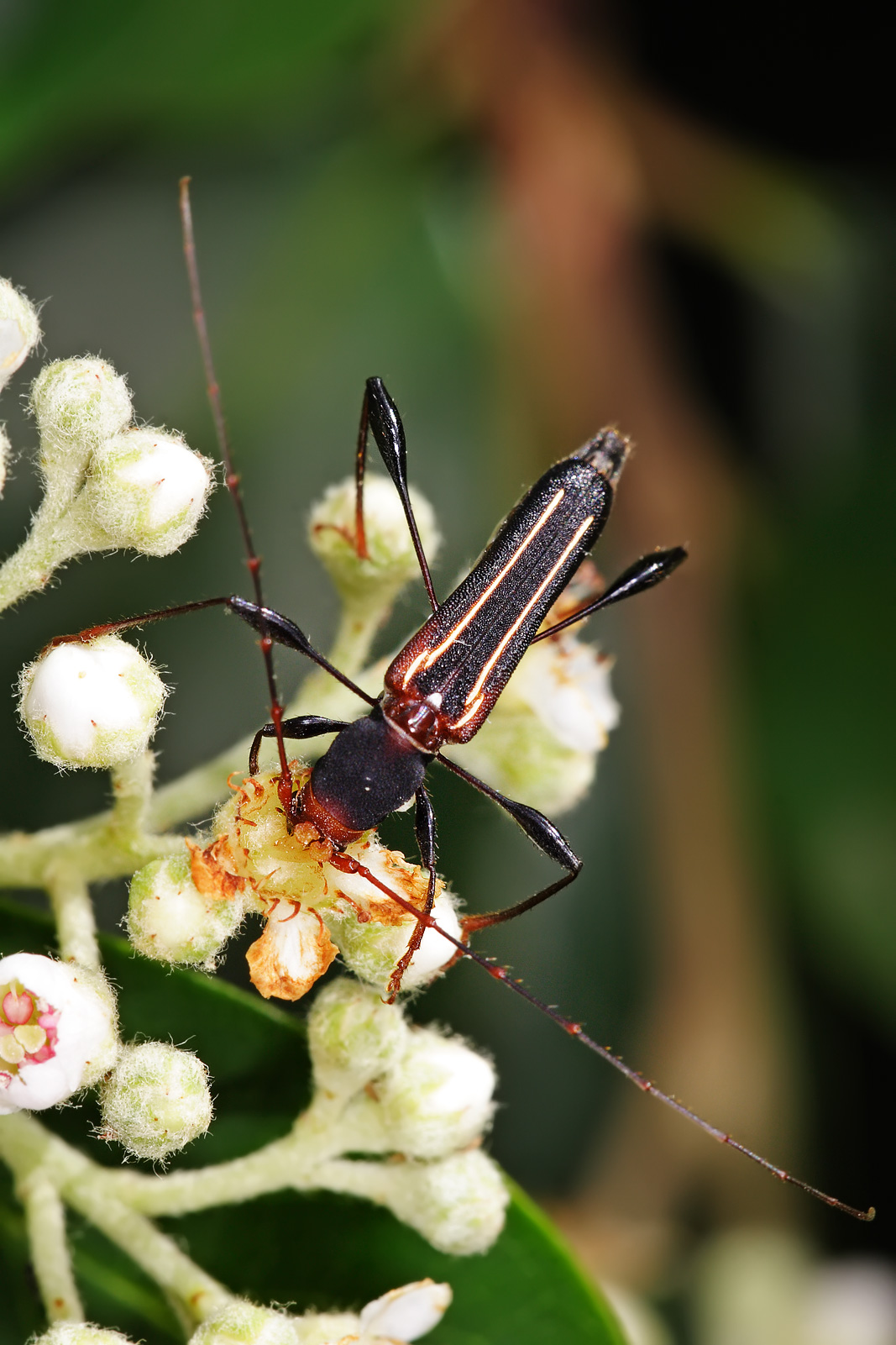
Decora longicorn (Amphirhoe decora)

- Moneilema – خنفساء الصبار طويلة القرون (cactus longhorn beetle)
- Anoplophora chinensis – خنفساء الحمضيات طويلة-القرن (citrus long-horned beetle)
- Phymatodes nitidus
- Anoplophora glabripennis – الخنفساء الآسيوية طويلة-القرن (Asian long-horned beetle)
- خنشفاء حشيشة اللبن الحمراء  [لغات أخرى]‏ – خنفساء الصقلاب الحمراء (red milkweed beetle)
- Desmocerus californicus dimorphus – خنفساء وادي نبات البلسان طويلة القرون (valley elderberry longhorn beetle)
- Petrognatha gigas  [لغات أخرى]‏ – الخنفساء العملاقة الإفريقية طويلة القرون (giant African longhorn)
- Rosalia alpina - خنفساء روزاليا طويلة القرون (Rosalia longhorn)
- خنفساء النمر طويلة القرون  [لغات أخرى]‏ - خنفساء النمر طويلة القرون (أستراليا)

## كتابات أخرى
- Monné, Miguel A. & Hovore, Frank T. (2005) Electronic Checklist of the Cerambycidae of the Western Hemisphere. [<a href="http://www.cerambycids.com/checklist/Monne&Hovore_2005.pdf">http://www.cerambycids.com/checklist/Monne&Hovore_2005.pdf نسخة محفوظة 7 فبراير 2007 على موقع واي باك مشين.</a> PDF] [<a href="http://www.cerambycids.com/">http://www.cerambycids.com/</a> Cerambycids.com]

## وصلات خارجية
- [<a href="http://www.insectdealer.de/Afrika_cerambycidae.html">http://www.insectdealer.de/Afrika_cerambycidae.html</a> Gallery] Photo gallery of worldwide long-horned beetles
- [<a href="http://www.cerambyx.uochb.cz">http://www.cerambyx.uochb.cz</a> Photo gallery "Longhorn beetles (Cerambycidae) of the West Palaearctic Region"]
- [<a href="http://plant.cdfa.ca.gov/byciddb/subfam.asp">http://plant.cdfa.ca.gov/byciddb/subfam.asp نسخة محفوظة 5 نوفمبر 2016 على موقع واي باك مشين.</a> CDFA] Cerambycidae of the عالم جديد
- [<a href="http://pagesperso-orange.fr/cerambycidae/accueil.htm">http://pagesperso-orange.fr/cerambycidae/accueil.htm</a> Cerambycidae of French Guiana]
- [<a href="http://www.cerambycids.com/brazil/mnrj/default.asp?Action=Show_All">http://www.cerambycids.com/brazil/mnrj/default.asp?Action=Show_All</a> National Museu, Rio, Brazil] Holotype images
- [<a href="http://entomologia.rediris.es/iberodorcadion/">http://entomologia.rediris.es/iberodorcadion/</a> Iberodorcadion Coleoptera, Cerambycidae, Dorcadion - RedIRIS]
- [<a href="http://entomologia.rediris.es/iberodorcadion/Fotos/videoblog1.html">http://entomologia.rediris.es/iberodorcadion/Fotos/videoblog1.html</a> VIDEOS - Longicornes (Dorcadion, Cerambycidae,Coleoptera) ]
- [<a href="http://www.zin.ru/animalia/Coleoptera/pdf/borneo_catalog_electronic_version_2005-1.pdf">http://www.zin.ru/animalia/Coleoptera/pdf/borneo_catalog_electronic_version_2005-1.pdf</a> Cerambycidae of Borneo pdf]
- [<a href="http://bugguide.net/node/view/171">http://bugguide.net/node/view/171</a> BugGuide.net - Longhorned Beetles (Cerambycidae)]
- [<a href="http://entomology.ifas.ufl.edu/creatures/trees/beetles/citrus_longhorned_beetle.htm">http://entomology.ifas.ufl.edu/creatures/trees/beetles/citrus_longhorned_beetle.htm</a> Anoplophora chinensis, citrus longhorned beetle] on the جامعة فلوريدا / Institute of Food and Agricultural Sciences Featured Creatures website
- [<a href="http://entomology.ifas.ufl.edu/foltz/eny3005/lab1/Coleoptera/Cerambycid.htm">http://entomology.ifas.ufl.edu/foltz/eny3005/lab1/Coleoptera/Cerambycid.htm نسخة محفوظة 28 يناير 2010 على موقع واي باك مشين.</a> Coleoptera: Cerambycidae], University of Florida, Dept. of Entomology and Nematology
- [<a href="http://wbbresource.org/default.asp?action=home">http://wbbresource.org/default.asp?action=home</a> Wood-boring beetles of the World]